# My Girl Josephine
My Girl Josephine, aussi titrée Hello Josephine selon les versions, est une chanson écrite par Dave Bartholomew et Fats Domino en 1960.
Initialement interprétée par Domino, elle compte plusieurs reprises classées dont celle qui lancera la carrière de Jerry Jaye en 1967, inspirant John Fogerty et son groupe Credence Clearwater Revival.

## Version de Fats Domino
Singles de Fats Domino
Three Nights A Week
(aoùt 1960) What A Price
(janvier 1961)
My Girl Josephine est un titre issu de son album ...A Lot Of Domino sorti en 1960 chez Imperial Records. Sorti en octobre 1960 sous la référence Imperial 5704, Domino y est crédité sous son vrai nom A. Domino (pour Antoine Domino).
D'après Billboard magazine, il s'agit d'un rock rythmé dans lequel Domino chante 'solidement'.
L'expression My Girl présente dans le titre n'apparait pas dans la chanson, au contraire de Hello, qui sera parfois préféré pour titrer les reprises ultérieures.

### Classement
| Classement (1960)                                        | Meilleure position |
| -------------------------------------------------------- | ------------------ |
| Royaume-Uni (UK Official Charts)                         | 32                 |
| États-Unis (Billboard Hot 100)                           | 14                 |
| États-Unis (Billboard R&B)                               | 7                  |
| États-Unis (Cash-Box)                                    | 16                 |
| Pays-Bas                                                 | 4                  |
| Belgique (Ultratop 50 Singles (Belgique néerlandophone)) | 5                  |
| Belgique (Ultratop 50 Singles (Belgique francophone))    | 17                 |
| Allemagne                                                | 47                 |

## Version de Jerry Jaye
Au retour de son service militaire, Jerry Jaye monte un groupe avec Tommy Baker et Carl Fry, respectivement bassiste et batteur. Leur réputation grandit et Joe Thompson, disc jockey d'une radio de l'Arkansas, leur suggère d'enregistrer un disque pour les soutenir dans les festivités locales et leur faire un peu de publicité. Thompson les persuade de se rendre à Memphis fin de l'année 1966 pour faire quelques prises au studio Sonic de Roland Janes. Pour 13 dollars, ils réalisent cinq prises : Five Miles From Home (en quatre prises, initialement destiné à la face A) et une chanson populaire en soirée qu'ils connaissaient sous le nom de Hello Josephine, en une prise, dû à leur état de fatigue à la suite des nombreuses soirées qu'ils avaient animées.
Cinq cents copies sont pressées chez Connie Records dont Jaye est propriétaire. Sorti sous la référence Connie 101, Hello Josephine mentionne Jerry Jaye & The Jaywalkers en tant qu'interprète.
Quand ils furent quasiment tous vendus, Jaye apporte 25 copies à Joe Cuoghi, propriétaire de Popular Tunes, le plus grand magasin de disques de Memphis et diffuseur pour les jukebox et radios de la région, dont la radio Hal Suit qui en fait 'son titre de la semaine'. Cuoghi écrit à Jaye pour le convaincre de passer le proposer au label Hi Records : le jour où Jaye reçoit la lettre, Cuoghi et Ray Harris, ingénieur son chez Hi Records, lui rendent visite pour acheter les droits du disque pour la somme de 100$. Jaye refuse, justifiant qu'il pourrait obtenir bien plus en pressant lui-même 500 autres copies, sans savoir qu'il parlait à l'une des personnes les plus influentes de l'industrie musicale de l'époque. Après négociations, il obtient un contrat chez Hi Records en l'échange de la session des droits sur le disque.
Hi Records peut maintenant se permettre une distribution nationale aux États-Unis, via London Records, filiale de Decca Records. L'enregistrement, à présent renommé sous son titre original My Girl Josephine, ressort en février 1967 et peut enfin entrer dans le Billboard. Le titre se vend à quelque 800.000 exemplaires et constitue son premier succès auprès du label (référence Hi 2120).
Le style rockabilly de cette version sera une source d'inspiration avérée pour John Fogerty et son groupe Creedence Clearwater Revival.

### Classement
| Classement (1967)                                     | Meilleure position |
| ----------------------------------------------------- | ------------------ |
| États-Unis (Billboard Hot 100)                        | 29                 |
| Belgique (Ultratop 50 Singles (Belgique francophone)) | Tip                |

### Albums et compilations
Hi Records profite du succès de My Girl Josephine pour sortir un album au titre identique en mai de la même année qui se classera à la 195e position du Billboard 200.
Six titres seront ajoutés dans une réédition en 2000.
Deux compilations de Jerry Jaye parues chez Hi Records sortiront également dans les années 1990 en utilisant ce titre.

## Version de Super Cat
En 1994, Super Cat feat. Jack Radics (membre des Roots Radics) réalise une interprétation dans un style reggae. Cette version apparait sur la bande original du film Prêt-à-Porter.

### Formats
Deux versions, CD-maxi et vinyle 33 tours, sortent chez Columbia Records, respectivement sous les références 6614702 et 6614706.
| CD-Maxi 1. My Girl Josephine (Radio Version) - 3:41 2. My Girl Josephine (Extended Version) - 5:02 3. My Girl Josephine (Re Straight Mix) - 4:34 4. My Girl Josephine (Looped Out Mix) - 4:36 5. My Girl Josephine (Heard Core Mix) - 4:37 6. My Girl Josephine (Instrumental) - 4:13 | 33 tours 1. My Girl Josephine (Extended Version) 2. My Girl Josephine (Re Straight Mix) 3. My Girl Josephine (Looped Out Mix) 4. My Girl Josephine (Rough House Mix) 5. My Girl Josephine (Instrumental) |

### Classement
| Classement (1995)                                        | Meilleure position |
| -------------------------------------------------------- | ------------------ |
| Royaume-Uni (UK Official Charts)                         | 22                 |
| Australie                                                | 26                 |
| Nouvelle-Zélande                                         | 6                  |
| Belgique (Ultratop 50 Singles (Belgique francophone))    | 40                 |
| Belgique (Ultratop 50 Singles (Belgique néerlandophone)) | 33                 |

## Autres reprises
Informations issues de SecondHandSong, sauf mention complémentaire.

### Reprises classées
- En 1963, Wayne Fontana (en)& The Mindbenders obtiennent la 46e position au Royaume-Uni[28] (titré Hello Josephine),
- La même année, Benny Quick atteint la 47e position en Allemagne avec son adaptation Hallo Josephine[29]
- En 1964, le groupe britannique The Scorpions enregistre une version qui atteint la 1re place au classement des Pays-Bas ainsi que la 10e place en Belgique au classement néerlandophone[30].
- En 1991, J.W. Thompson se classe 91e au Billboard Country[31] (titré Hello Josephine)[32],
- En 1995, la reprise en néerlandais de Sam Gooris atteint la 24e position en Belgique dans le classement néerlandophone[33].

### Autres reprises (sélection)
- En 1961 :
  - Lightin' Slim sort son single Hello Mary Lee un mois après Fats Domino. Écrite par Jerry West, la chanson ne crédite pas Domino[34], mais la ressemblance est forte, faisant d'elle une reprise pour certains[35],[36],[37],
  - par Bill Black's Combo, en single, puis sur Record Hop en 1962,
  - par Sandy Nelson, dans une version instrumentale sur Let There Be Drums,
  - par Bobby Vinton, sur Plays For His Li'l Darlin's[38],
  - par Jerry Lee Lewis sur Jerry Lee's Greatest ! (titré Hello Josephine), puis sur Duets en 1978,
- En 1964 :
  - Johnny Rivers sur Here We à Go Go Again!,
  - par The Dakotas, en face B de leur single Oyeh,
- En 1965, Billy Thorpe & The Aztecs entre dans plusieurs classements locaux australiens, leur version étant distribuée conjointement à leur reprise de Twilight Time (en) de Les Brown[39],
- En 1966 : 
  - Them sur Them Again (titré Hello Josephine),
  - Chris Farlowe sur 14 Things to Think About,
- En 1970, par les Flamin' Groovies sur l'album Flamingo,
- En 1981, par Billy Swan sur I'm into Lovin' You,
- En 1988, par Shakin' Stevens  sur A Whole Lotta Shaky (titré Hello Josephine),
- En 2006, par George Thorogood and The Destroyers sur The Hard Stuff,
- En 2007, par Taj Mahal sur deux albums, Maestro et Fats Domino tribute Goin' Home,
- En 2012, par Dr. Feelgood sur All Through The City[40]

### Adaptations en langue étrangère
| Année | Langue                        | Titre           | Adaptation              | Interprète(s)                           |
| ----- | ----------------------------- | --------------- | ----------------------- | --------------------------------------- |
| 1962  | Français                      | Hello Josephine | André Clergeat, Yan Dam | Les Daltons avec Chris Long             |
| 1963  | Allemand                      | Hallo Josephine | Heinz Hellmer           | Benny Quick                             |
| 1967  | Italien                       | Hello Josephine | Giuseppe Cassia         | Ricky Shayne                            |
| 1981  | Néerlandais                   | Hallo Jozefien  | Johan Verminnen         | Will Tura                               |
| 1987  | Danois                        | Hallo Josefine  | Jørgen P                | Bjørn & Okay                            |
| 1992  | Créole et Pidgin (et Anglais) | Josephine       | Chubby Carrier          | Chubby Carrier and The Bayou Swamp Band |
| 1995  | Néerlandais                   | Josefien        | Yvan Brunetti           | Sam Gooris                              |
| 1999  | Estonien                      | Hallo Josephine | Henno Käo               | Ivo Linna & Rock Hotel                  |

## Utilisation dans les médias
Sauf indication contraire, les informations mentionnées dans cette section peuvent être confirmées par la base de données cinématographiques IMDb,  présente dans la section « Liens externes ».
- En 1994, dans Prêt-à-Porter de Robert Altman (version de Super Cat[21]),
- En 2012, dans la série Vegas (saison 1, épisode 7).